# Zwergstrandläufer

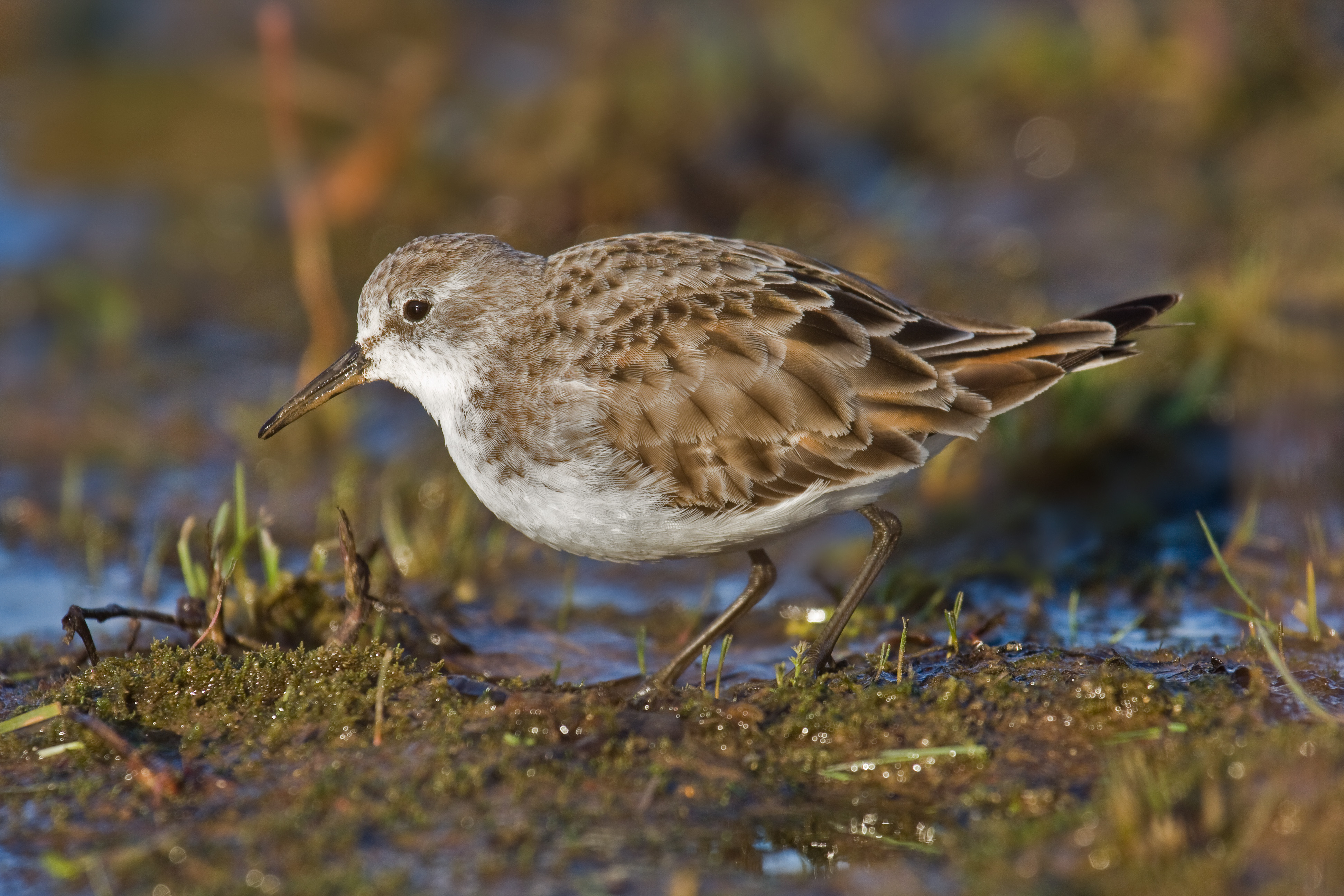
Schlichtkleid (März)

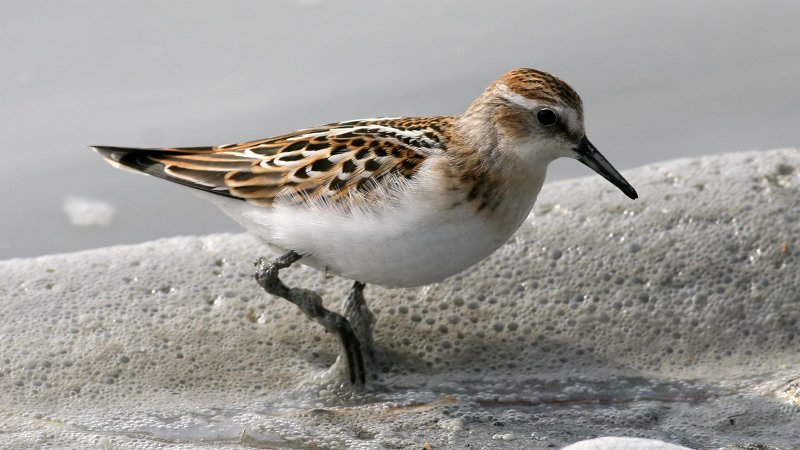
Zwergstrandläufer

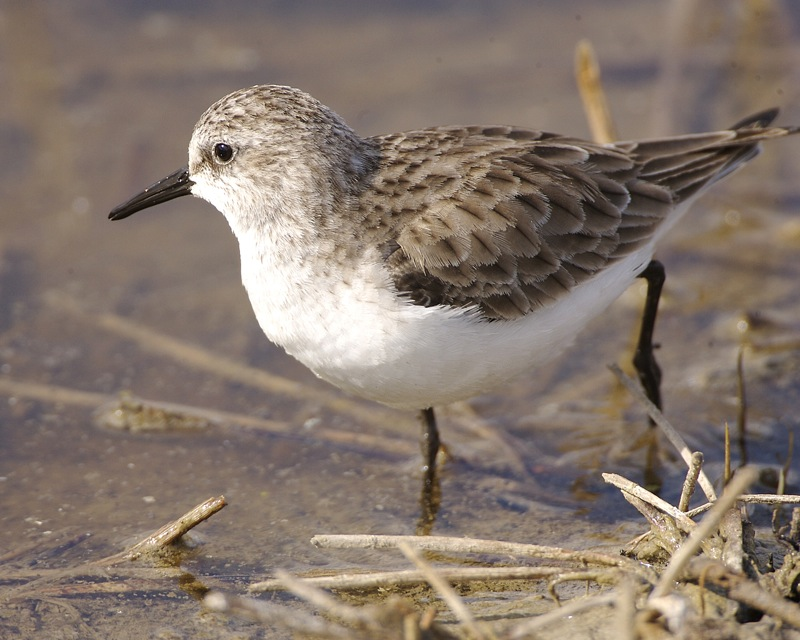
Zwergstrandläufer im Schlichtkleid

Der sperlingsgroße Zwergstrandläufer (Calidris minuta) ist eine monotypische Art aus der Familie der Schnepfenvögel (Scolopacidae) und gehört zu den weltweit kleinsten Watvögeln. Er brütet im Norden Eurasiens. In Mitteleuropa ist er sowohl an der Nordseeküste als auch im Binnenland während der Zugzeiten regelmäßig zu beobachten.

## Aussehen
Das Prachtkleid des Vogels hat eine rostrote Oberseite mit feiner schwarzer Strichelung auf Kopf und Brust. Die Unterseite ist weiß. Die Beine sind schwarz (der sehr ähnliche Temminckstrandläufer hat gelbe Beine). Das Schlichtkleid ist einheitlich grau. Der Strandläufer ist 12–14 cm lang und hat eine Flügelspannweite von 28–31 cm. Er kann 20 bis 30 g schwer werden.

## Verbreitung

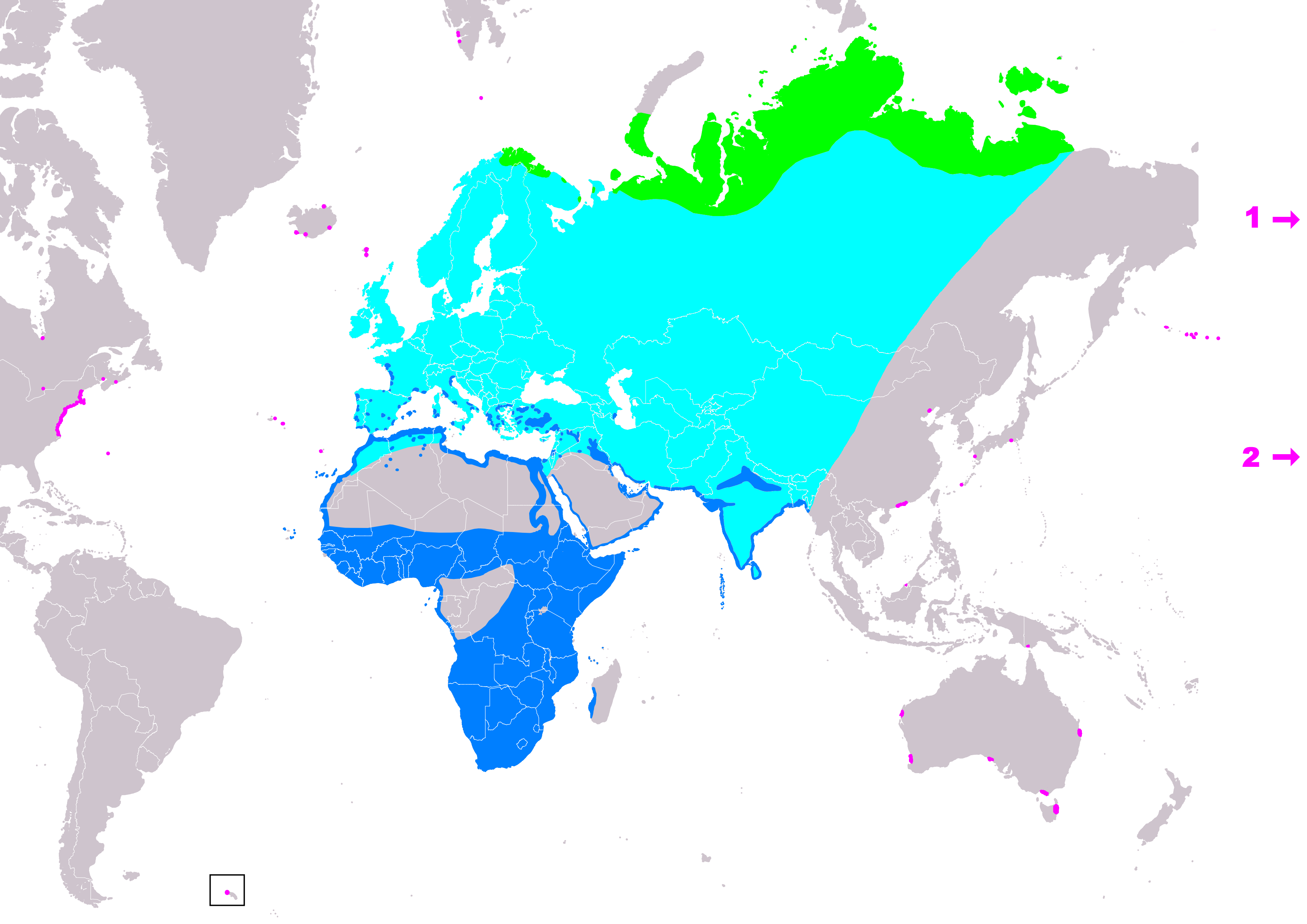
Verbreitung des Zwergstrandläufers:
Brutgebiete
Migration
Überwinterungsgebiete
Streifzüge (Saisonalität unsicher)

Der Zugvogel brütet in Nordskandinavien und in der sibirischen Tundra. Der Verbreitungsschwerpunkt liegt auf der Taimyr-Halbinsel. Der Zwergstrandläufer ist ein Langstreckenzieher. Den Winter verbringt er im Mittelmeerraum, in Vorderasien und in Zentral- und Südafrika. Die größte Zahl überwintert in Afrika. In geringer Zahl gibt es auch überwinternde Vögel an der Nordsee. Die Zwergstrandläufer, die Europa überqueren oder überwintern oder ihre Überwinterungsquartiere im Schwarzen Meer, dem Mittelmeerraum und in Nord- und Westafrika überwintern sind vermutlich alles europäische Brutvögel. Die Individuen, die in der Kaspisregion, dem Nahen Osten und Ost sowie Südafrika überwintern, sind vermutlich westsibirische Brutvögel.

## Lebensraum
Der Zwergstrandläufer brütet an feuchten Stellen oder an der Küste der Arktis und Subarktis. Meist hält er sich in der Nähe von Süßwassertümpeln auf. Während des Zuges und im Winter hält er sich bevorzugt auf vegetationslosen Schlick-, Sand- und Schlammflächen an der Küste und an Binnengewässern auf. Dabei nutzt er mitunter auch Kleingewässer.

## Paarung und Brut

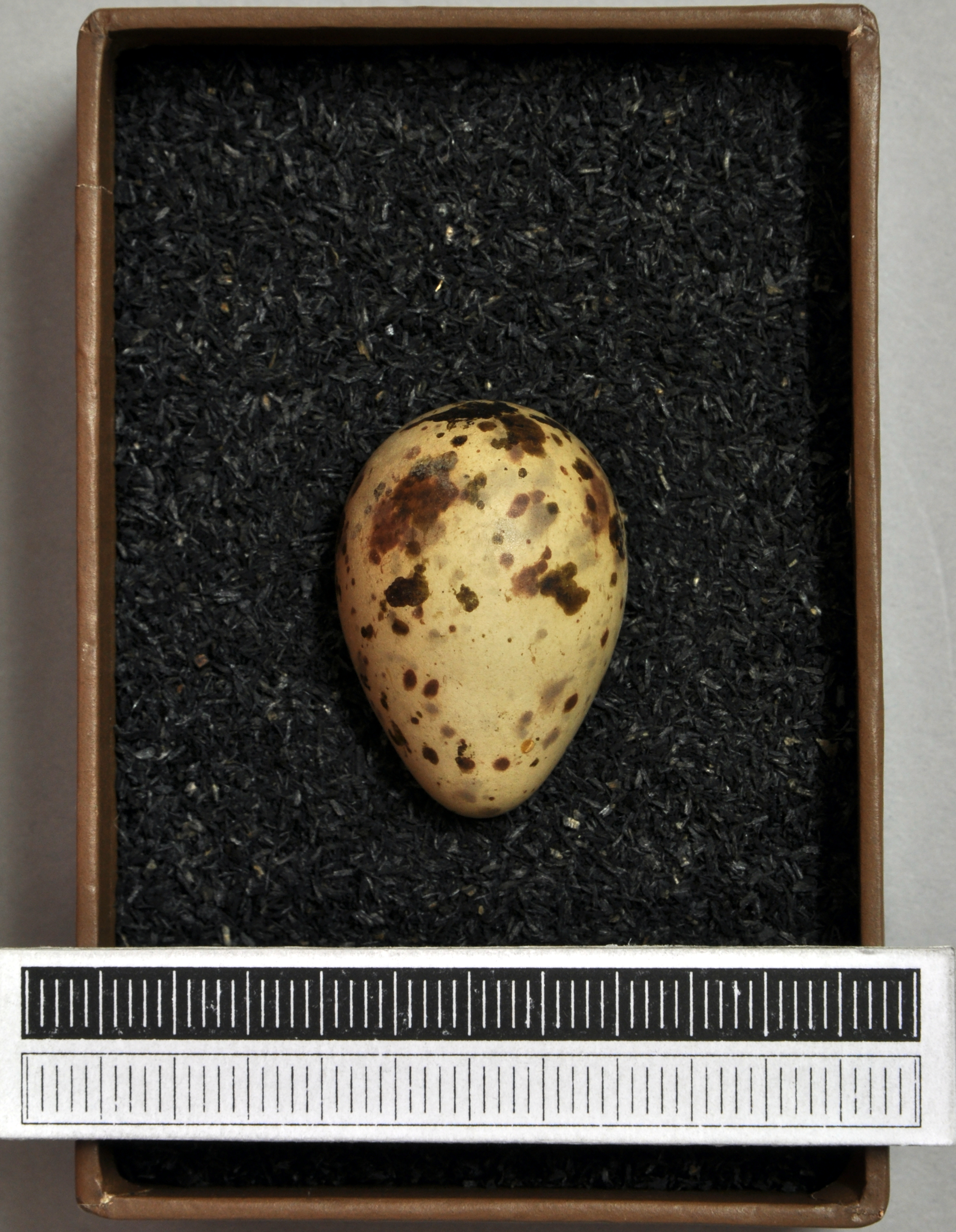
Ei, Sammlung Museum Wiesbaden

Die Weibchen sind sukzessive Bigamisten und pflanzen sich während einer Fortpflanzungssaison mit zwei Männchen fort. Es werden zwei Gelege angelegt, wovon das erste vom ersten Männchen, das zweite vom Weibchen bebrütet wird. Die Brutzeit beginnt im Juni. Die Hauptlegezeit ist in der zweiten Hälfte des Juni. Die Gelegegröße beträgt durchschnittlich vier Eier. Diese sind oval bis kreiselförmig und weisen weißliche, hellolivfarbene, violettbraune, dunkelbraune und grauviolette Sprenkel und Kleksel auf. Die Brutdauer beträgt zwanzig bis 21 Tage.
Die Tiere können maximal zwölf Jahre alt werden.

## Belege

### Einzelbelege
1. 1 2  Bauer et al., S. 529
2. ↑  Delany et al., S. 377
3. 1 2  Bauer et al., S. 530